# رودي فيلد
رودي فيلد (بالألمانية: Rudi Feld)‏ هو مصمم الإنتاج ومخرج فني ألماني، ولد في 22 ديسمبر 1896 في برلين في ألمانيا، وتوفي في 25 مارس 1994 في سانتا مونيكا في الولايات المتحدة.

## وصلات خارجية
- رودي فيلد على موقع IMDb (الإنجليزية)
- رودي فيلد على موقع أول موفي (الإنجليزية)
- رودي فيلد على موقع قاعدة بيانات الأفلام السويدية (السويدية)
- رودي فيلد على موقع قاعدة بيانات الفيلم (الإنجليزية)
- رودي فيلد على موقع كينوبويسك (الروسية)